# Synidotea minuta
Synidotea minuta is een pissebed uit de familie Idoteidae. De wetenschappelijke naam van de soort is voor het eerst geldig gepubliceerd in 1990 door Rafi & Laubitz.